# Eyolf Kleven
Birger Eyolf Kleven (27. februar 1908 i København-8. februar 1989 i København NV) var en dansk fodboldspiller. Han spillede som højre innerwing.
Kleven spillede på midtbanen i Akademisk Boldklub i perioden 1927-1944.
Kleven spillede 30 A-landskampe. Han debuterede i en kamp i det nordiske mesterskab 1929-1932 mod Finland 1930 på Pallokenttä i Helsingfors og blev målscorer efter kun 13 min., da han scorede til 2-0 i en kamp, som Danmark vandt 6-1. Han spillede sin sidste landskamp mod Sverige i Idrætsparken 1942. Han scorede otte mål på landsholdet, heraf et mål i hver af sine første tre landskampe og to mål i den danske 3-2 sejr over Sverige på Stockholms Stadion 1933.
Kleven havde en rolle som dansk landsholdsspiller i Per-Axel Branners svenske film Hans livs match (1932)
Eyolf Kleven var lillebror til landsholdsspilleren Arne Kleven. Deres far Otelius Edvard Kleven kom fra Norge.